# Brillenteiste
Die Brillenteiste (Cepphus carbo) ist eine pazifische Art aus der Familie der Alkenvögel. Sie wurde erstmals bereits 1811 von Peter Simon Pallas wissenschaftlich beschrieben, ist aber heute noch eine der am wenigsten erforschten Alkenvogelarten. Den beiden anderen Arten der Gattung  Cepphus – der Gryllteiste und der Taubenteiste – ist sie sehr ähnlich, die Brillenteiste ist allerdings deutlich größer und zeigt keine weißen Flügelflecken. Ihr Verbreitungsgebiet überlappt sich nur auf den Kurilen mit dem der Taubenteiste, in weiten Gebieten ihres Verbreitungsgebietes ist sie die einzige Art der Gattung. Namensgebend für die Art ist der weiße Augenfleck, mit dem in allen Kleidern die Iris stark kontrastiert. Es werden keine Unterarten beschrieben.

## Erscheinungsbild
Brillenteisten erreichen ein Körpergewicht von durchschnittlich 650 Gramm. Die Flügellänge beträgt etwas mehr als 20 Zentimeter.
Das Prachtkleid adulter Brillenteisten ist einheitlich rußig graubraun. Davon hebt sich ein auf der Kopfseite befindlicher, weißer Fleck um die Augen ab. Eine dünne weißliche Linie verläuft von den Augen zum Nacken. Kleinere weiße Flecken finden sich an der Schnabelbasis. Die geringfügig hellere Färbung des Kinns geht allmählich in die dunkel graubraune Kehle über. Der Schnabel ist etwas stärker ausgebildet als bei Gryll- und Taubenteiste, Ober- und Unterschnabel sind fast gleich groß und laufen spitz zu. Das Schnabelinnere, die Beine, Füße sowie die Schwimmhäute sind leuchtend korallenrot.
Im Schlichtkleid ist die Körperunterseite und Teile des Kopfes weiß mit blassen, dunklen Flecken. Der Scheitel, die Stirn und das Gesicht bleiben dunkel, der weiße Augenfleck ist etwas undeutlicher ausgeprägt, der Kinnfleck jedoch auch im Schlichtkleid erkennbar. Die Körperoberseite dagegen bleibt einheitlich dunkelbraun die Federn im Nacken weisen vereinzelt jedoch hellere Säume auf. Die Füße, das Schnabelinnere, die Beine und die Schwimmhäute sind blassrot bis rosa.
Jungvögel ähneln den adulten Vögeln im Schlichtkleid, weisen aber auf der Körperunterseite mehr braungrau auf. Ihre Füße sind bräunlich rosa und der Schnabel ist verhältnismäßig kurz mit einer blassen Spitze. Die Nestlinge haben ein grauschwärzliches Dunenkleid.

## Verbreitungsgebiet
Das Verbreitungsgebiet der Brillenteiste ist die nördliche Westküste des Pazifiks. Zu den Verbreitungsschwerpunkten gehört das Ochotskische Meer und die nordwestliche Küste der Halbinsel Kamtschatka. Brutkolonien finden sich außerdem auf Sachalin und den Kurilen sowie vereinzelt an der Westküste des Japanischen Meeres bis an die Grenze zu Nordkorea. Auf Japan brüten die meisten Vögel im Norden von Hokkaidō. Brutkolonien gab es in der ersten Hälfte des 20. Jahrhunderts auch an der Küste von Nordkorea, allerdings ist der aktuelle Bestand nicht bekannt. Die Überwinterungsgebiete liegen in den südlicheren Regionen des Brutareals. 
Die Brillenteiste kommt in Küstengewässern vor, die im Sommer eine Oberflächentemperatur zwischen 2 und 20 Grad Celsius und im Winter eine Oberflächentemperatur zwischen 0 und 15 Grad Celsius aufweisen. Ähnlich wie die Taubenteiste hält sich die Brillenteiste überwiegend im flacheren Küstengewässer auf. Brutkolonien finden sich in der Nähe geschützter Buchten.

## Nahrung
Nahrung und Nahrungserwerb der Brillenteiste sind noch nicht sehr gut untersucht. Sie fressen aber überwiegend Lebewesen, die sich am Gewässergrund aufhalten. Ihre Nahrung finden sie in Küstennähe in Gewässertiefen zwischen zehn und zwanzig Metern. Sie bewegen sich auf ihrer Nahrungssuche nur wenige Kilometer von der Brutkolonie fort.
Bei drei in den 1950er Jahren geschossenen japanischen Brillenteisten fand man im Magen kleine Fische, Tintenfische und Krebse. Zu ihrer Nahrung gehören aber auch Wirbellose. Jungvögel werden mit kleinen Fischen wie Sandaalen und Sardellen gefüttert.

## Fortpflanzung
Brutkolonien finden sich auf felsigen Inseln und Landzungen ohne Raubsäuger. Für die Anlage der Nester werden Felsspalten genutzt. Die Nester werden entweder knapp über dem Spülsaum oder bis zu 120 Meter von der Küstenlinie entfernt angelegt. Einzelne Nester finden sich gelegentlich an Klippen 100 Meter über Meeresniveau. Brillenteisten sind Koloniebrüter, wobei die Kolonien häufig nicht sehr groß sind. Die meisten bestehen aus nur 20 bis 40 Paaren, auf größeren Inseln können einzelne Kolonien aber auch 700 Paare umfassen. Auf den Schantarinseln gibt es mehrere Kolonien, die sogar mehr als 1.000 Brutpaare aufweisen. Die Nester stehen nicht sehr dicht beieinander. Normalerweise findet man ein Brutpaar pro 100 Quadratmeter. Die Eier werden direkt in eine flache Mulde auf den Boden der Nistkammer gelegt. Die Tiefe der Nistkammern variiert zwischen 20 Zentimeter und 1,5 Meter.
Im Süden des Japanischen Meeres kehren Brillenteisten Anfang April in die Nähe ihrer Brutkolonien zurück, die Eiablage beginnt im frühen Mai und dauert bis Anfang Juni. Die meisten Jungvögel schlüpfen zwischen dem 10. und 20. Juni und fliegen im Juli und frühen August aus. Im Ochotskischen Meer beginnt die Eiablage einen Monat bis sechs Wochen später.
Das Gelege der Brillenteiste besteht aus zwei Eiern. Dies ist ein für Alkenvögel ungewöhnlich großes Gelege, ist aber vermutlich wie bei der Taubenteiste darauf zurückzuführen, dass die in der Nähe der Brutkolonien liegenden Nahrungsgründe die Aufzucht von zwei Nestlingen ermöglichen. Brutvögel haben zwei laterale Brutflecken, die Brutzeit beträgt durchschnittlich 27 Tage. Es liegen bislang keine Informationen vor, welchen Anteil der männliche beziehungsweise weibliche Elternvogel am Brutgeschäft hat. Die Nestlingszeit beträgt fünf bis sechs Wochen. Die Jungvögel wiegen etwa 36 Gramm und durchschnittlich 466 Gramm zum Zeitpunkt ihres Ausflugs.

## Fressfeinde und Lebenserwartung
Über Bruterfolg und Lebenserwartung der Brillenteisten liegen bis jetzt keine Informationen vor. Es überleben aber in etwa 45 Prozent der Nester beide Jungvögel bis zum Zeitpunkt des Flüggewerdens. Regional hat man eine sehr hohe Sterblichkeit von gerade flügge gewordenen Nestlingen festgestellt.
Zu den Raubsäugern, die auch adulte Vögel in den Brutkolonien schlagen gehören der Rotfuchs und verschiedene Marderarten. Zu den Vögeln, die Brillenteisten schlagen, zählen die Kamtschatka- und die Japanmöwe, Uhus, wahrscheinlich auch Riesenseeadler sowie Seeadler, der Wanderfalke und die Dickschnabelkrähe. Letztere frisst vor allem Eier und Küken.

## Bestand
Der russische Bestand ist nicht bekannt, betrug aber nach Schätzungen zu Beginn der 1990er Jahre zwischen 50.000 und 400.000 Brutpaare. BirdLife International gibt aktuell die Bestandszahl mit 140.000 bis 148.000 Individuen an.  Die größten Kolonien befinden sich vermutlich auf den Schantar-Inseln, wo es zu Beginn der 1990er Jahre mehrere Kolonien gab, die insgesamt 5000 bis 8000 Brutpaare umfassten. In Japan ist die Brillenteiste mittlerweile ein seltener und nur noch vereinzelt vorkommender Brutvogel. Ursache des Rückgangs sind dort ein Ertrinken der Vögel in Fischernetzen und Störungen an den Brutplätzen.

## Belege

### Einzelbelege
1. ↑  Sale, S. 269
2. ↑  Gaston et al., S. 187
3. ↑   Gaston et al., S. 187
4. ↑  Gaston et al., S. 189
5. ↑   Gaston et al., S. 190
6. ↑   Gaston et al., S. 190
7. ↑   Gaston et al., S. 190
8. ↑   Gaston et al., S. 190
9. ↑  Gaston et al., S. 191
10. ↑  Factsheet auf BirdLife International
11. ↑   Gaston et al., S. 187

### Weblink
- Cepphus carbo in der Roten Liste gefährdeter Arten der IUCN 2013.2. Eingestellt von: BirdLife International, 2012. Abgerufen am 14. Januar 2014.